# الجفرة (دير الزور)
الجفرة حي من احياء مدينة دير الزور منذ عام 2005م سورية تتبع مجلس مدينة دير الزور في منطقة مركز دير الزور في محافظة دير الزور. بلغ عدد سكانها 3000 نسمة في عام 2010 حسب إحصاء المكتب المركزي للإحصاء.يحدها من الشرق قرية المريعية وحويجة المريعية ومن الشمال نهر الفرات ومن الجنوب بادية الشام (جبال ثردة) ومن الغرب حي هرابش وحويجة صكر 